# Lovasjärvi
Lovasjärvi är en sjö i Finland. Den ligger i kommunen Kouvola i landskapet Kymmenedalen, i den södra delen av landet, 160 km nordost om huvudstaden Helsingfors. Lovasjärvi ligger 90,1 meter över havet. Den är 15,02 meter djup. Arean är 5,13 kvadratkilometer och strandlinjen är 38,26 kilometer lång. Sjön  ingår i Vuoksens huvudavrinningsområde.   I omgivningarna runt Lovasjärvi växer i huvudsak barrskog. Den sträcker sig 4,7 kilometer i nord-sydlig riktning, och 3,9 kilometer i öst-västlig riktning.
I övrigt finns följande i Lovasjärvi:
- Kortteensaari (en ö)
- Kiesinsaaret (en ö)
- Likasaari (en ö)
- Pieni Oripää (en ö)
- Kukkosaari (en ö)
- Sydänperänsaaret (en ö)
- Hakosaari (en ö)
- Maitosaari (en ö)
- Haudansaari (en ö)
- Viitasaari (en ö)
- Sorsansaari (en ö)
- Matalansaari (en ö)
- Huhtsaari (en ö)